# Jagdschloss Oesterholz
Das Jagdschloss Oesterholz ist ein ehemaliges Schloss des Hauses Lippe in Oesterholz im Kreis Lippe. Die noch erhaltenen Gebäudeteile dienen heute als Seniorenheim und sind unter der Nummer 5 in der Liste der Baudenkmäler in Schlangen eingetragen.

## Geschichte
An der Stelle des Schlosses befand sich im 16. Jahrhundert ein Meierhof, den der Meier Christoph vom Landesherr der Grafschaft Lippe-Detmold, Simon VI., gepachtet hatte. Bei seinen Jagdausflügen war Graf Simon mehrfach auf dem Hof zu Gast und so entschloss er sich, die Meierei zu übernehmen und hier ein Jagdschloss zu errichten. Da der Bauer anfangs nicht zur Abtretung seines Meierstandes bereit war, ließ ihn Graf Simon sogar inhaftieren. Zusammen mit dem benachbarten Schwarzmeierschen Hof hatte er schließlich 1593 ein ausreichend großes Areal zur Verwirklichung seiner Pläne.
In den Jahren 1597 bis 1599 errichtete in Simons Auftrag der Lemgoer Baumeister Hermann Wulff zusammen mit dem Zimmermeister Iggenhausen (aus) Voßhagen die Fachwerkbauten auf massiven Grundmauern. Das Schloss hatte eine Abmessung von 92 × 153 Metern, das Gelände umfasste auch eine Meierei. Zur Verteidigung war der gesamte Komplex von einem Wassergraben umgeben, das Tor konnte nur über eine Zugbrücke erreicht werden und in den Grundmauern waren Schießscharten eingelassen.
Gleichwohl sich Simon VII. bemühte, während des Dreißigjährigen Krieges neutral zu bleiben und seine Besitztümer auf diese Weise zu schützen, wurden das Schloss Oesterholz und die angeschlossene Meierei geplündert und offenbar auch beschädigt, denn unter Graf Hermann Adolf begann ab 1655 ein größerer Umbau. Dabei wurde das Fachwerkschloss abgetragen, lediglich das gräfliche Gemach links der Eingangspforte blieb erhalten. An der Stelle des Schlosses entstand nun ein „großes steinernes Gebäude“ mit Türmen an drei der vier Ecken. Aus dieser Bauphase stammen das steinerne Eingangstor mit der Inschrift 1665 und der Hirschfigur – ein deutliches Zeichen für den Nutzungszweck des Schlosses – sowie Reste eines Turms am südöstlichen Rand der Anlage.
Im 18. Jahrhundert verfiel das Schloss zunehmend, und so entschied sich Simon August 1775 für einen Abbruch des Gebäudes. Die Baumaterialien wurden bei der Errichtung des Kurhauses „Zum Stern“ (andere Quellen nennen das etwa zeitgleich entstandene Kurhaus „Zur Rose“) in Bad Meinberg weiterverwendet.
Die noch bestehende Meierei diente bis ins 20. Jahrhundert als Verwaltungssitz des Forstamtes Horn. Nachdem die Forstverwaltung 1928 wieder zurück nach Horn verlegt worden war, wurden nach einem Beschluss des Landtags und des Landespräsidiums die noch erhaltenen Gebäudeteile 1929 zu einem Altenheim umfunktioniert.

## Bilder

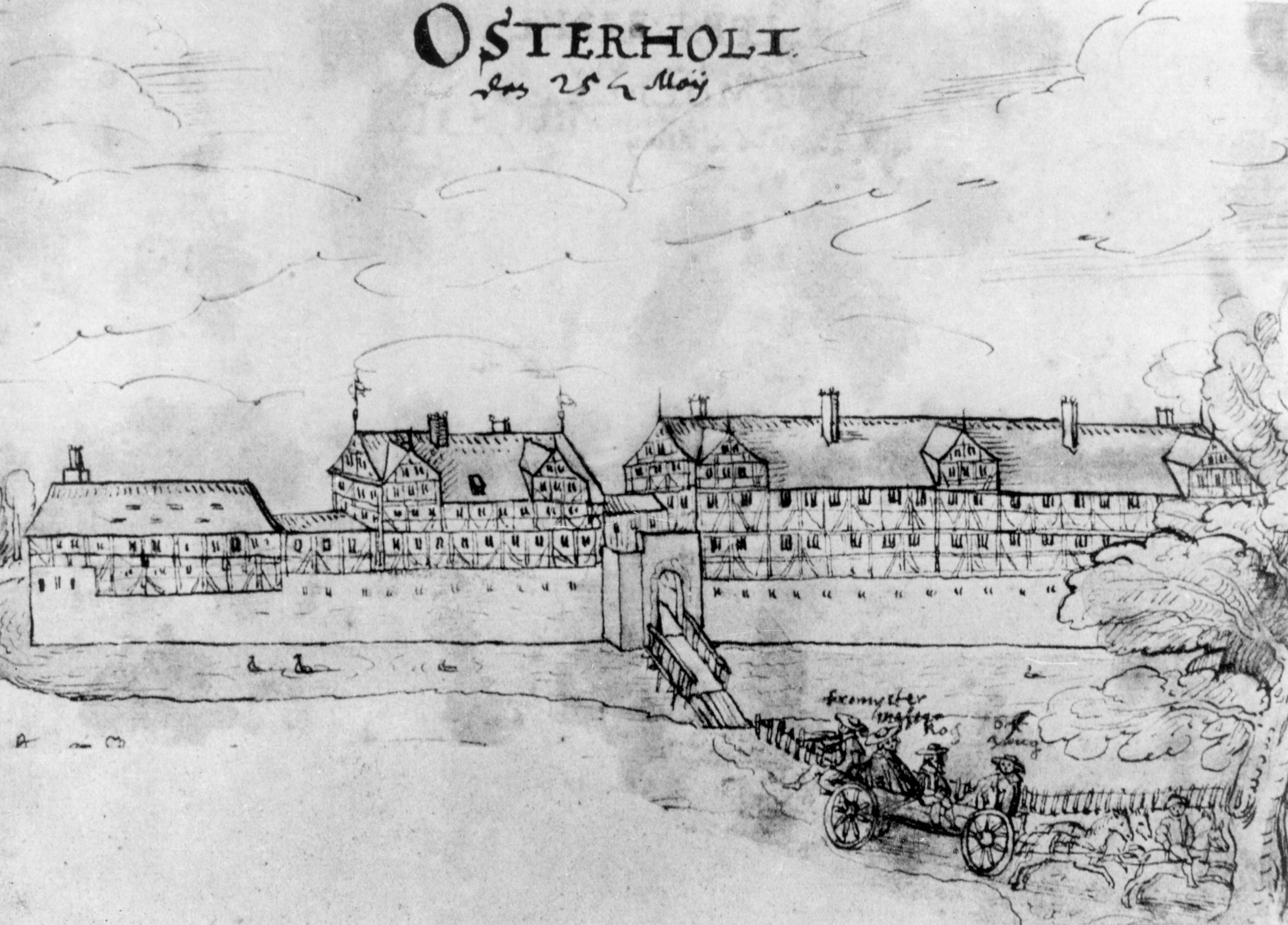
Zeichnung aus dem Jahr 1632; das eigentliche Schloss befand sich rechts des Eingangstores
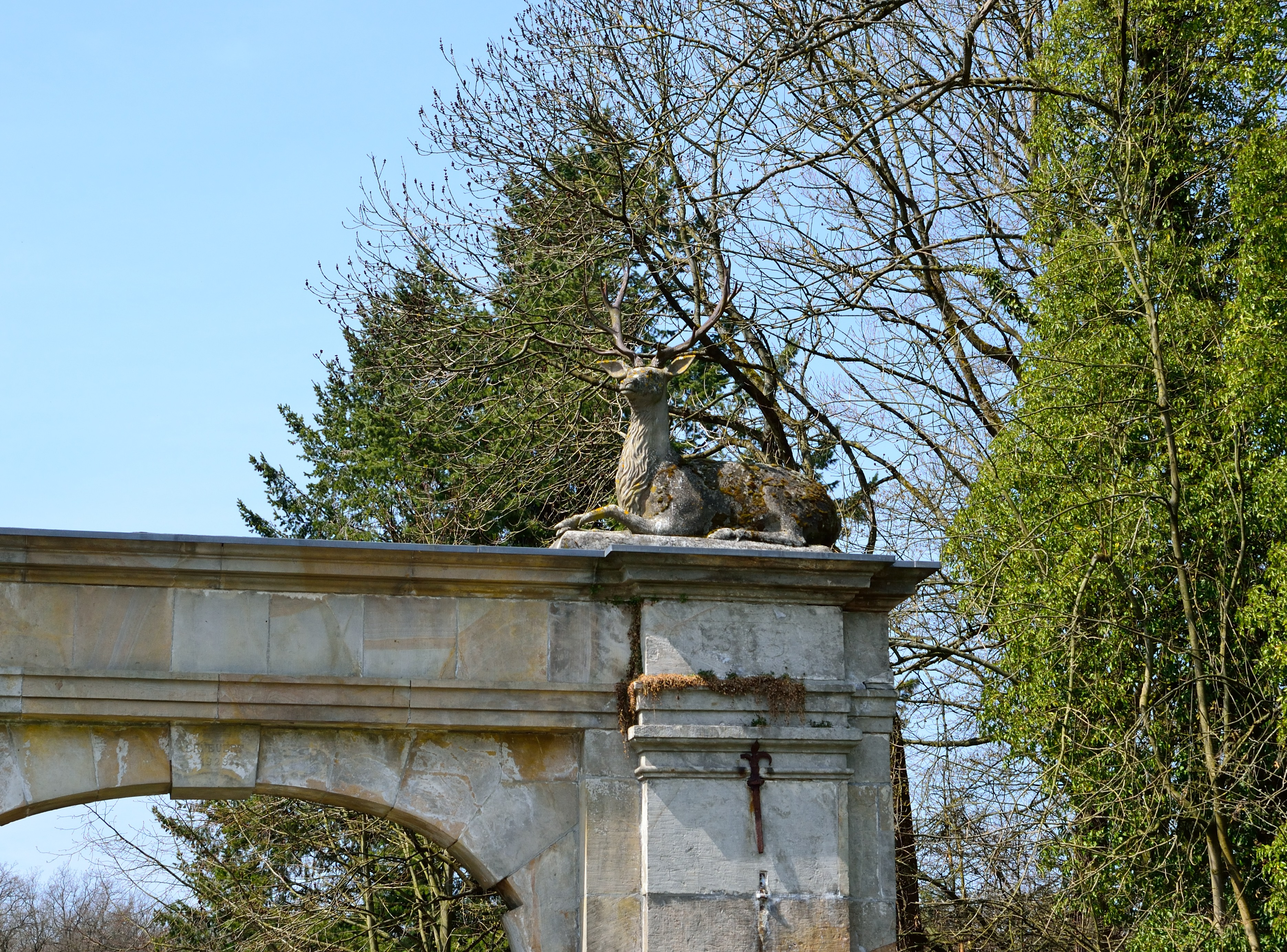
Tor mit Jahreszahl 1665 und Hirschfigur
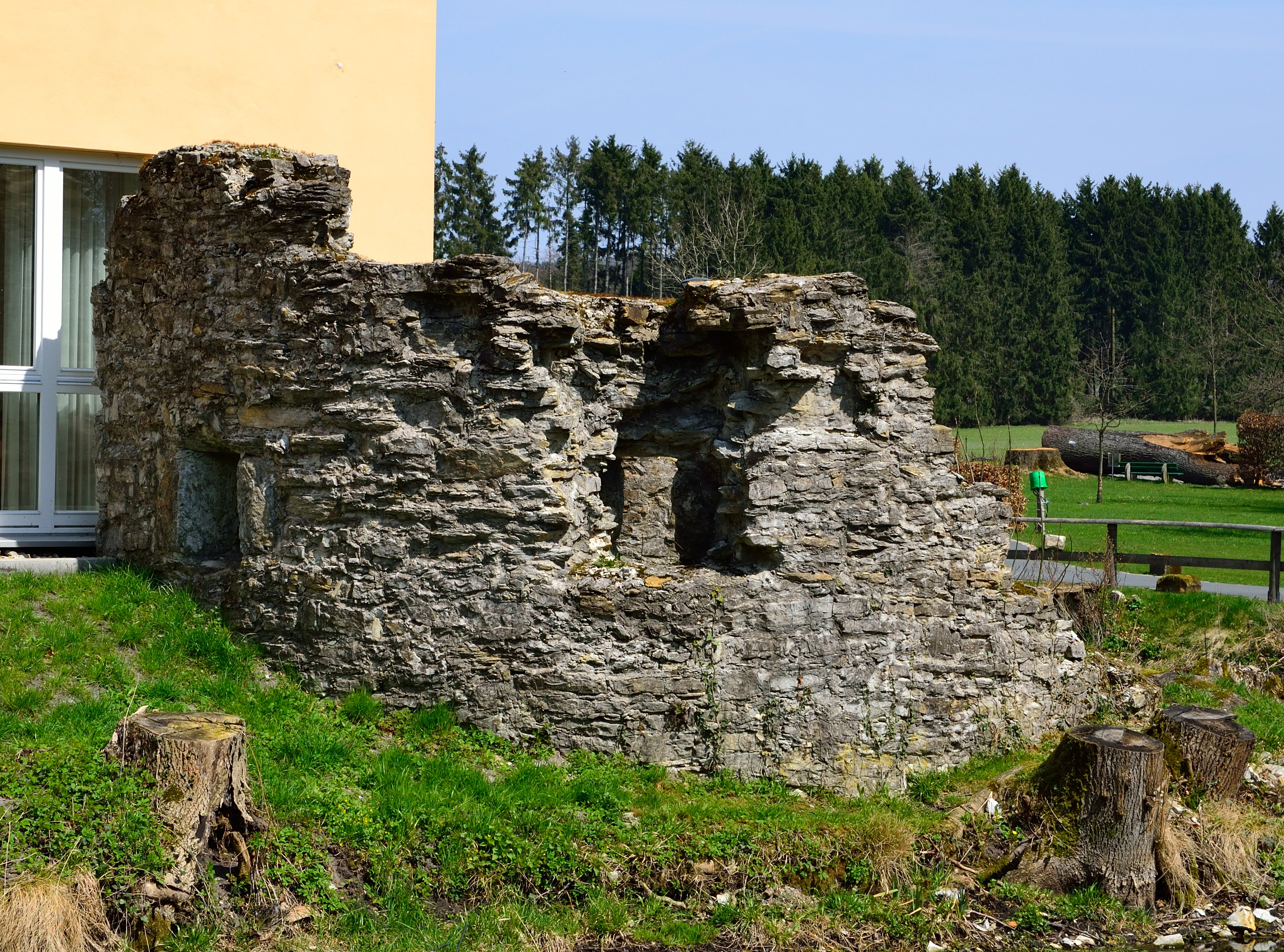
Turmreste an der Südostseite